# فرانسوا بنلیو
فرانسوا بنلیو (انگلیسی: François Bonlieu; ۲۱ مارس ۱۹۳۷ – ۱۸ اوت ۱۹۷۳) اسکی‌باز آلپاین اهل فرانسه بود.